# رياح غربية

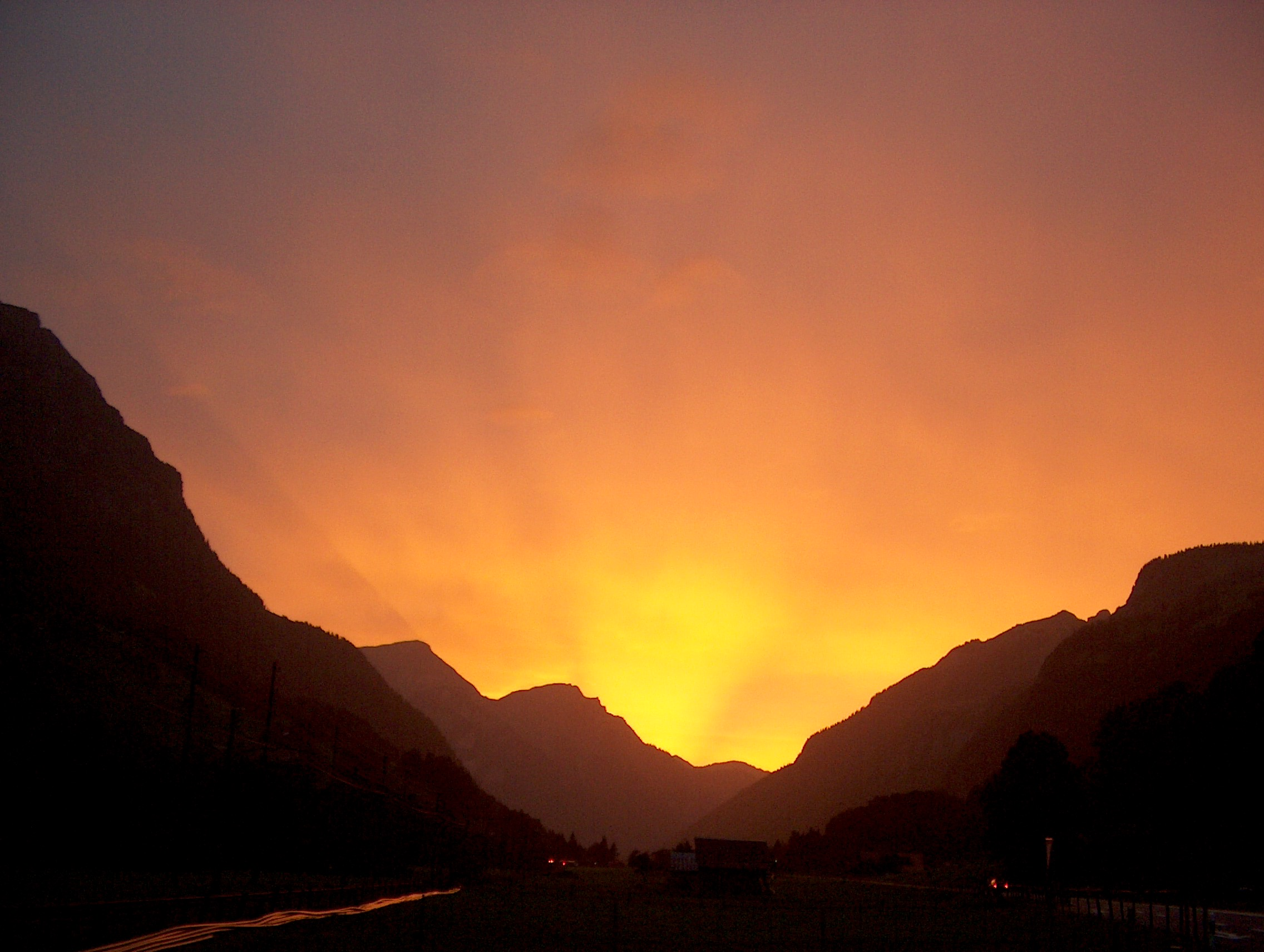

الرياح الغربية هي الرياح التي تهب من جهة الغرب باتجاه الشرق.

## الرياح الغربية العكسية
رياح غربية عكسية هو اصطلاح يطلق على الرياح الغربية السائدة في العروض الوسطى (40_ 65 جنوبا) من نصف الكرة الجنوبي
التي تهب بسرعة كبيرة وبانتظام واضح لقة مساحة اليابس الجنوبي، بل وانعدامه في قطاع كبيرة من منطقة هبوبها. وهي
رياح محيطية تؤدي إلى هطول أمطار غزيرة فوق الأجزاء المرتفعة من جنوب الشيلى.ويسمى رجالي البحر العروض التي تهب فيها هذه الرياح بالاعينات الزجة.

## اقرأ أيضاً
- غربيات

## المصدر
- المعجم الجغرافي المناخي